# Maxmilián Zikmund z Trauttmansdorffu
Maxmilián Zikmund Bedřich z Trauttmansdorffu (německy Maximilian Siegmund Friedrich Graf von Trauttmansdorff, 25. února 1668 nebo 26. února 1674, Štýrský Hradec – 10. prosince 1731 nebo 1732 tamtéž) byl rakouský šlechtic, říšský hrabě z Trauttmansdorff-Weinsbergu.

## Život

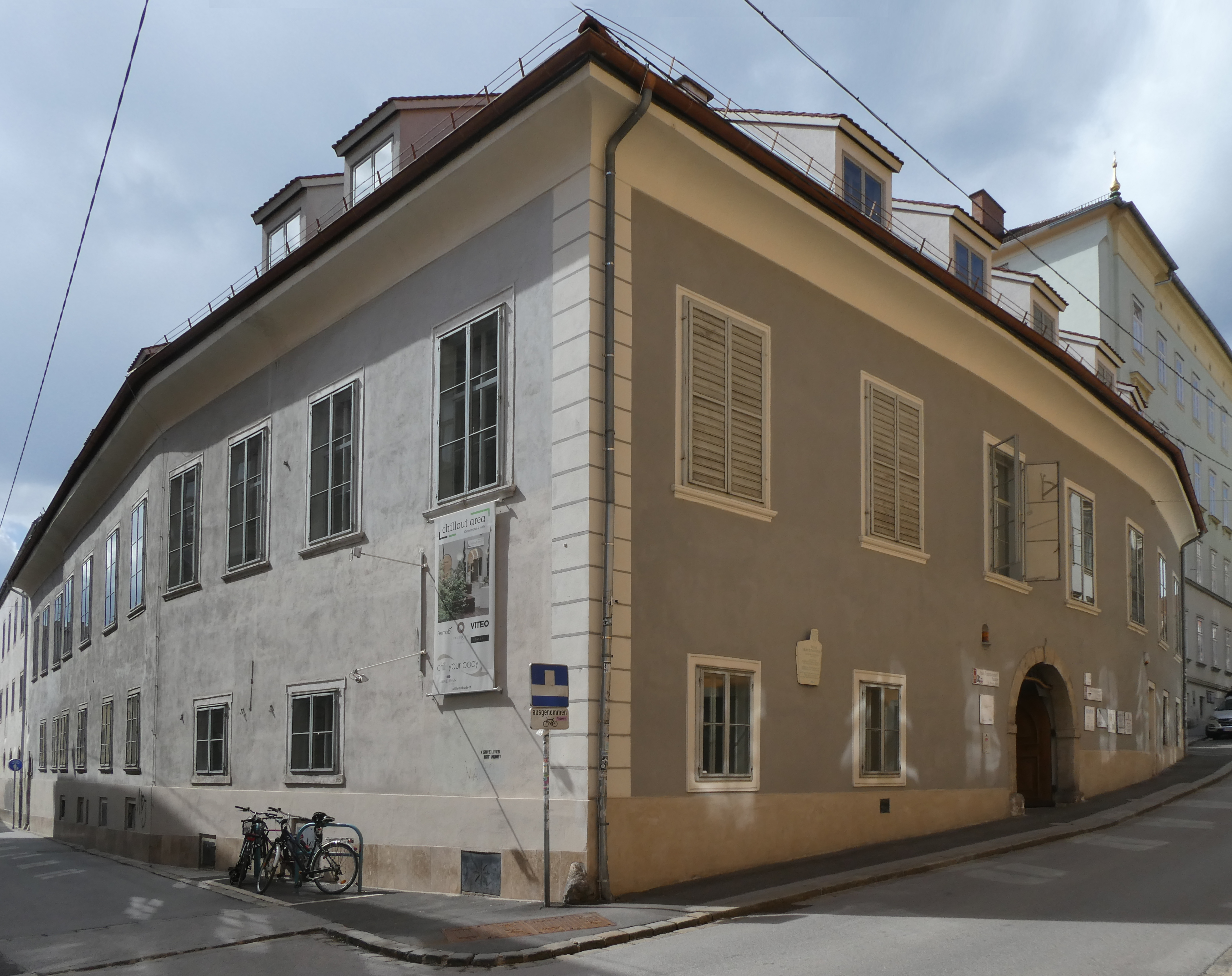
Trauttmansdorffský palác ve Štýrském Hradci

Narodil se jako syn říšského hraběte Jiřího Zikmunda z Trauttmansdorff-Weinsbergu (1638–1708), svobodného pána z Gleichenbergu a jeho manželky hraběnky Eleonory Cecílie Renáty z Wildensteinu (1643 – 1708), dcery hraběte Jana Františka z Wildensteinu († 1678) a jeho ženy Marie Anny Barbory Konstancie Krescencie Scheitové z Leitersdorffu († 1645).
Působil ve státních službách. Stal se rakouský, tajným radou, v listopadu 1721 byl jmenován komisařem zemského sněmu ve Štýrsku a 11. srpna 1722 se stal skutečným tajným radou.
Maxmilián Zikmund z Trauttmansdorffu obýval městský palác na Bürgergasse 5 ve Štýrském Hradci.
Hrabě Maxmilián Zikmund Bedřich z Trauttmansdorffu zemřel ve Štýrském Hradci zřejmě 10. prosince 1731 ve věku 57 let. Byl zakladatelem rodové větve z Gleichenbergu, mezi jeho potomky patřil např. olomoucký arcibiskup kardinál Maria Tadeáš z Trauttmansdorffu.

### Manželství a rodina
Maxmilián Zikmund z Trauttmansdorffu se v roce 1694 ve Vídni oženil s hraběnkou Marií Barborou ze Starhembergu (2. prosince 1673, Vídeň – 23. února 1745, Štýrský Hradec), vdovou po Stanislavu Wesselovi a hraběti Františku Karlovi z Dünewaldu († 1694), dcerou Arnošta Rüdigera ze Starhembergu (1637–1701) a jeho první manželky hraběnky Heleny Dorotey ze Starhembergu (1634 – 1688). Manželé měli několik děti:  
- Arnošt Zikmund (1694 – 28. listopadu 1762), od 19. dubna 1717 ženatý s hraběnkou Marií Annou ze Starhembergu (1695 – 1768)
- Marie Barbora (4. července 1696, Štýrský Hradec – 2. září 1759), provdaná ve Štýrském Hradci 28. dubna 1726 za hraběte Jana Maxe Probuse z Wildensteinu (10. listopadu 1702 – 14. března 1779)
- Marie Cecílie (1698–1743), provdaná ve Vídni 14. března 1718 za hraběte Františka Antonína z Rottalu († 17. února 1763)
- Maxmilián
- Marie Josefa (19. listopadu 1703, Štýrský Hradec – 4. března 1781), provdaná listopadu 1728 za hraběte Leopolda Floriána Nádasdyho z Nádasdu a Fogarásfoldu (1697 – 31. května 1785)
- Vejkard Josef (19. května 1711, Štýrský Hradec – 11. května 1788 tamtéž), hrabě z Trauttmansdorff-Weinsbergu, ženatý I. s hraběnkou Šarlotou z Wagensbergu (28. srpna 1718 – 6. března 1750), II. ve Štýrském Hradci dne 21. února 1751 s hraběnkou Marií Annou z Wurmbrand-Stupachu (8. července 1733, Štýrský Hradec – 1. března 1807 tamtéž)